# Alfonso Alarcón
Alfonso Alarcón Abellán (La Alberca, Región de Murcia, España, 23 de septiembre de 1947) es un exfutbolista español que se desempeñaba como delantero.

## Clubes
| Club                   | País   | Año       |
| ---------------------- | ------ | --------- |
| Gimnàstic de Tarragona | España | 1972-1973 |
| Real Oviedo            | España | 1973-1978 |
| Racing de Santander    | España | 1978-1982 |